# Чиррут Имве
Чиррут Имве (англ. Chirrut Îmwe) — один из героев кинокартины «Изгой-один. Звёздные войны: Истории». Монах, чья слепота и вера позволяла ему взаимодействовать с Силой. Роль исполнил Донни Йен. Первое появление в качестве повстанца с планеты Джеда. В первоначальном сценарии картины, который имел счастливый финал, персонажа не было.

## Персонаж

### Создание
По задумке режиссёра, Чиррут — это тот персонаж, который говорит от имени Силы в фильме. Бейз Мальбус (Цзян Вэнь) и Чиррут должны олицетворять «Войну и Мир». Режиссёр противопоставляет философию Мальбуса, которая гласит — «Чтобы что-то изменить, нужно что-то делать, и если надо — убивать», философии Имве — «Верь и всё будет в порядке». Фил Шостак, креативный арт-менеджер Lucasfilm, написал в Twitter, что Чиррут Имве и Кэнан Джаррус основаны на популярном герое японских фильмов Дзатоити.
Агент Донни Йена сообщил ему о том, что студия Disney ищет его для съёмок новых «Звёздных войн». Он предположил, что требуются его навыки фехтования. Однако с ним связался режиссёр Гарет Эдвардс и рассказал о том, что в фильме не будет джедаев и фехтования. Донни Йен рассчитывал на получении другой роли, поэтому не был в восторге от идеи сыграть персонажа. Впоследствии персонаж стал настоящей звездой фильма, и актёр был рад тому, что сыграл его. Йен сетовал на то, что оставить семью на 5 месяцев, уехав на съёмки в Лондон, было не просто. Он посоветовался со своими детьми, которые узнали о его участии в «Звёздных войнах» и дали своё согласие. Актёр признался, что когда он жил в Бостоне и смотрел «Новую надежду» и «Империя наносит ответный удар», то он никогда не думал, что станет участником франшизы.
Йен напрямую спросил у режиссёра, почему тот хочет, чтобы он играл в его фильме, так как полагал, что это делается ради азиатского рынка, и ему просто нужно будет побить нескольких штурмовиков. На что режиссёр сказал, что следил за его творчеством и ему нужен актёр, сумеющий сыграть непростого персонажа. Йену очень понравился сценарий, он обнаружил, что:
Чирут не джедай, но его слова — это продолжение знаменитого изречения «Звёздных войн». Вы знаете: «Да пребудет с тобой Сила». «Я един с Силой, и я ничего не боюсь».
Сыграть бесстрашного слепого для актёра было настоящим вызовом. Йен сыграл множество персонажей, похожих друг на друга, и предложил Эдвардсу сделать персонажа слепым, чтобы он был похож на простого уязвимого человека, режиссёру понравилась эта идея. Он также предложил наделить его чувством юмора, несмотря на его веру и монашество, и был рад, что эта идея также была принята.
«Твою мать. Это не человек!»
Хотя Йен всю свою жизнь занимался фехтованием, ему приходилось носить контактные линзы, снимать их каждые 3 часа и капать капли, что делало мир вокруг расплывчатым, что не помогало в съёмках боевых сцен. Но он считал, что это помогло ему лучше исполнить роль слепого. Но самым сложным для него было не смотреть другим актёрам в глаза.
Первая боевая сцена с участием персонажа была отснята за день. Режиссёр тогда не имел возможности оценить актёра на съёмочной площадке, но после первой же сцены был в восторге, добавив, что отныне хотел бы видеть актёра во всех своих фильмах.

### На экране
«Я един с Силой... Сила течёт во мне!»
Персонаж появляется на планете Джеда со своим другом Бейзом Мальбусом, где спасает жизни Джин Эрсо (Фелисити Джонс) и её спутникам.

### Продолжение
После того, как персонаж Имве и его немногословный друг Мальбус привлекли внимание поклонников франшизы, было принято решение написать историю для них, автором которой стал Грэг Рука. Новелла под названием «Star Wars: Guardians of the Whills», рассказывает о том, что персонажи раньше были хранителями храма Кибера на Джедхе до того момента, как прибыли солдаты Империи, захватившие планету и разрушившие храм, поэтому герои присоединились к сопротивлению.